# Andocidia tabernaria
Andocidia tabernaria är en fjärilsart som beskrevs av Sergius G. Kiriakoff 1958. Andocidia tabernaria ingår i släktet Andocidia och familjen tandspinnare. Inga underarter finns listade i Catalogue of Life.